# Hakata Gion yamakasa
Le Hakata Gion yamakasa (博多祇園山笠) est un festival japonais célébré du 1er au 15 juillet dans l'arrondissement de Hakata, Fukuoka. 

## Histoire
Ses rites se déroulent au Kushida-jinja. Célèbre pour sa course de chars d'une tonne, son histoire est longue de quelque sept cent cinquante ans. Il attire jusqu'à un million de spectateurs et, en 1979, a été désigné comme « importante propriété culturelle folklorique immatérielle,, ».  Il a aussi été inscrit en 2016 sur la Liste représentative du patrimoine culturel immatériel de l’humanité de l’UNESCO

## Reconnaissance
Le son du kaki yamakasa a été choisi par le ministère japonais de l'Environnement pour figurer parmi les 100 sons naturels du Japon,